# Napoléon Henri Reber
Napoléon Henri Reber (Mulhouse, 21 ottobre 1807 – Parigi, 24 novembre 1880) è stato un compositore francese.

## Biografia
Figlio di Henri Reber, cancelliere del tribunale di commercio, e di Elisabeth Weissbeck, Napoléon Henri nacque da una famiglia notabile alsaziana. Sua sorella era Henriette Reber, la bimba nata a Mulhouse il giorno del ricongiungimento della città alla Francia (1798) e alla quale è dedicata la rue Henriette nel centro storico cittadino. La presenza dei Reber a Mulhouse è attestata dal tempo dello scabino Johann Reber (1575-1624). Reber studiò al Conservatorio di Parigi con Reicha e Lesueur. Compose la musica da camera e musicò gli ultimi poemi dei migliori autori francesi. Orchestrò il terzo movimento, Marcia funebre, della Sonata n. 2 di Fryderyk Chopin che fu eseguita nel 1849 al funerale del compositore polacco. Nel 1851 fu professore d'armonia al conservatorio parigino e nel 1853 fu eletto al posto di Onslow all'Académie des beaux-arts. Professore di composizione dal 1862, divenne ispettore del conservatorio nel 1871. Fu autore di un Trattato d'armonia (1862). 

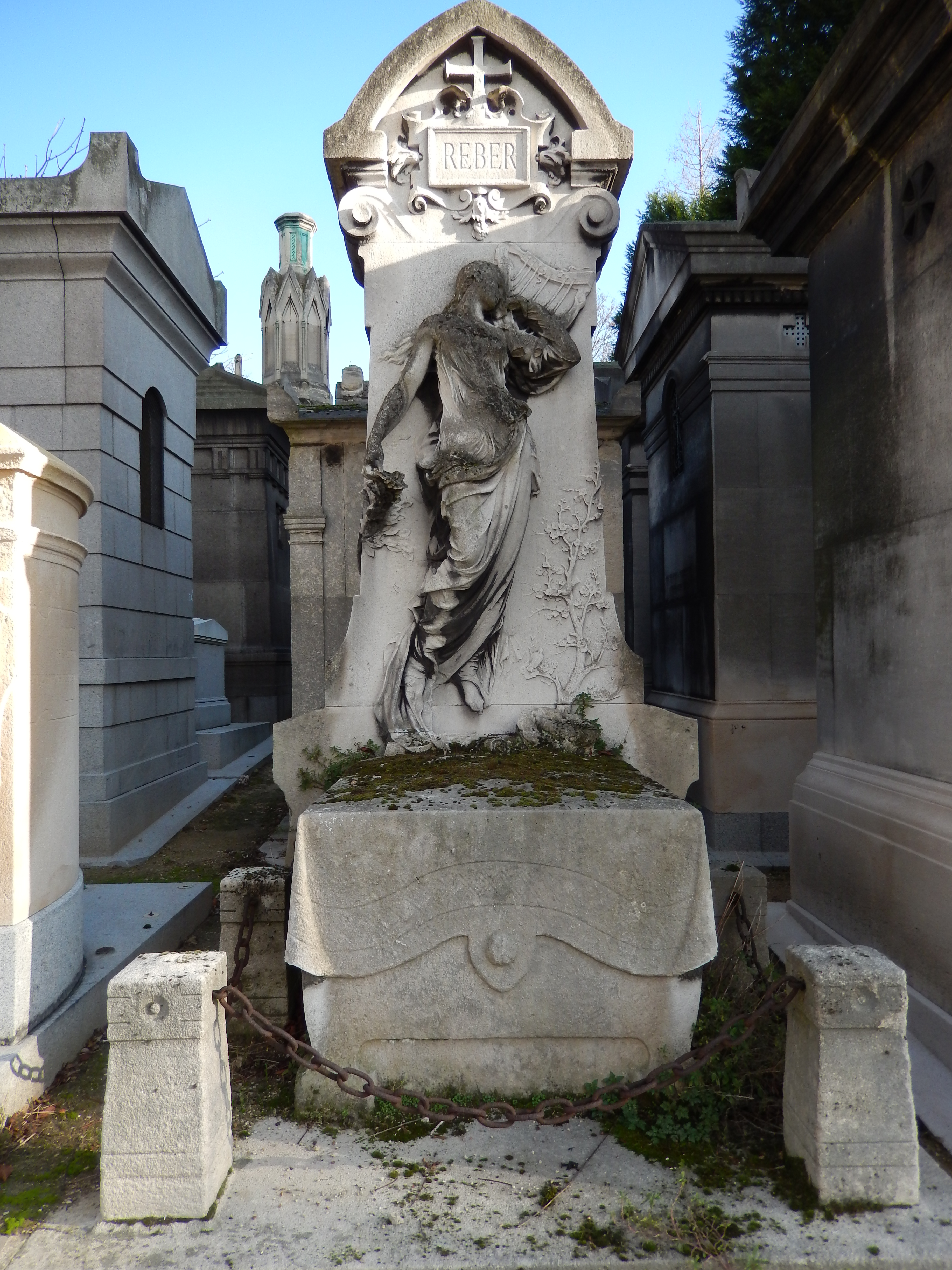
Tomba di Napoléon Henri Reber al Père Lachaise.

## Opere
- Quartetto d'archi n. 1 (1832)
- Quartetto d'archi n. 2 (1832)
- Quartetto d'archi n. 3 (1832)
- À l'orient (corale 1834)
- Quintetto per pianoforte e archi op. 1 (1836-1837)
- Trio n. 1 (1836-1837)
- Trio n. 2 (1840)
- Le diable amoureux (balletto 1840)
- La nuit de Noël (opera lirica 1848)
- Le père Gaillard (opera lirica 1852)
- Les papillotes de Monsieur Benoist (opera lirica 1853)
- Les dames capitaines (opera lirica 1857)
- Sinfonia n. 1 (1858)
- Sinfonia n. 2 (1858)
- Sinfonia n. 3 (1858)
- Sinfonia n. 4 (1858)
- Trio n. 3 (1862)
- Trio n. 4 (Trio-Sérénade) (1864)
- Trio n. 5 (1872)
- Trio n. 6 (1876)
- Trio n. 7 (1880)
- Varie melodie su testi di Tebaldo di Champagne, Carlo d'Orléans, Marot, Malherbe, Corneille, Desbordes-Valmore, Bertin, Hugo.